# Simulium penobscotensis
Simulium penobscotensis es una especie de insecto del género Simulium, familia Simuliidae, orden Diptera.
Fue descrita científicamente por Snoddy & Bauer, 1978.